# Jeux du Commonwealth de 2030
Navigation
2026 2034
Les Jeux du Commonwealth de 2030, officiellement connus sous le nom de XXIVe Jeux du Commonwealth, sont un événement multisports pour les membres du Commonwealth qui devraient se tenir en 2030.
Les jeux de 2030 marqueront le centenaire des Jeux du Commonwealth.

## Candidatures

### Candidatures en cours
- Gujarat, India

Le 30 janvier 2025, Bhupendrabhai Patel (en) et des membres de la Fédération indienne d'athlétisme ont rencontré le vice-président de la Fédération des Jeux du Commonwealth, Chris Jenkins, à Gandhinagar, pour discuter d'une candidature de l'État du Gujarat à l'organisation des futurs Jeux du Commonwealth. Leur candidature reprendrait l'échelle des jeux utilisés pour la dernière fois lors des Jeux du Commonwealth de 2022, avec des plans pour 30 disciplines sportives à inclure. Un plan d'organisation a également été présenté au cours de la réunion. Deux complexes sportifs construits en vue de la candidature de la ville aux Jeux olympiques d'été de 2036 devraient être utilisés : le Sardar Vallabhbhai Patel Sports Enclave accueillerait les sports aquatiques, la boxe, le basket-ball 3x3, le cricket, la gymnastique et le kabaddi, et le Naranpura Sports Complex, le badminton, le judo et le ping-pong. Un nouveau complexe sportif pour ces Jeux sera construit dans le district de Karai, avec un stade d'athlétisme d'une capacité de 50 000 places, une arène couverte d'une capacité de 5 000 places et un stand de tir,,. Le 16 février 2025, la directrice générale de la Fédération des Jeux du Commonwealth, Katie Sadleir, a annoncé qu'elle soutenait la candidature de l'Inde en tant que tremplin pour l'organisation des Jeux olympiques de 2036, en déclarant que "l'organisation des Jeux olympiques serait une réalisation incroyable, et l'organisation des Jeux du Commonwealth de 2030 en Inde constituerait la bonne étape vers cet objectif. Avec les dirigeants, les infrastructures et la passion nécessaires, l'Inde est sur la bonne voie pour devenir l'un des dix premiers pays à accueillir les Jeux olympiques.
- Canada

En mars 2025, Commonwealth Sport Canada a proposé une candidature « United Canada » pour accueillir les jeux, avec des sites répartis dans les provinces canadiennes. Le président de l'association, Rick Powers, affirme qu'il n'y aurait pas de nouvelles constructions, mais que les sites existants pourraient nécessiter des rénovations. Il ajoute que ce plan permettrait de réduire les coûts de 60 % par rapport à l'organisation par une seule ville, et que le budget serait réparti entre les provinces hôtes. L'une des directrices, Claire Carver-Dias, avait suggéré d'inclure lacrosse si l'événement se déroulait sur un territoire des Premières nations. Le 31 mars 2025, Commonwealth Sport Canada a présenté une déclaration d'intérêt et a également révélé que le gouvernement, les peuples autochtones et les provinces du Manitoba, de Terre-Neuve-et-Labrador, de l'Ontario et de l'Île-du-Prince-Édouard avaient manifesté leur soutien, ces dernières étant des hôtes potentiels.
- Nigeria

Le 28 mars 2025, le Comité olympique nigérian a soumis une manifestation d'intérêt pour l'organisation des Jeux de 2030. Dans une déclaration, le porte-parole du comité, Tony Nezianya, a confirmé qu'une candidature de la capitale du pays « fournirait un récit convaincant des progrès et de l'état de préparation de la nation ». La candidature doit être approuvée par le gouvernement fédéral du pays avant que le Comité olympique nigérian puisse faire une proposition formelle. Abuja s'était déjà portée candidate pour les Jeux du Commonwealth de 2014, mais avait perdu au profit de Glasgow, en Écosse,.

### Candidatures annulées
- Canada

Alberta
Une candidature potentielle de la province de l'Alberta, avec les villes de Calgary et d’Edmonton, a été examinée pour les Jeux du Commonwealth de 2030,. La candidature a reçu un soutien financier potentiel de 4 millions $ CA de la part des deux villes et de la province. Bien que candidat favori, le 3 août 2023, le gouvernement de l'Alberta s'est retiré du processus de candidature de l'Alberta pour les Jeux du Commonwealth de 2030, mettant ainsi fin à la candidature. La raison évoqué du retrait est le coût important de l’événement, estimé à  2,68 milliards de dollars canadiens (1,83 milliard d’euros), financé à plus de 90 % par le contribuable.
Hamilton (Ontario)
Un groupe d'hommes d'affaires d'Hamilton a planifié une candidature pour l'édition 2030 des Jeux du Commonwealth pour marquer les 100 ans depuis que la ville a accueilli les premiers Jeux. Ils ont brièvement envisagé l'édition 2026 lorsqu'il est devenu évident qu'il y aurait peu d'autres concurrents à accueillir. Mais en avril 2021, le porte-parole et président de la candidature d'Hamilton, Lou Frapporti, a annoncé que Hamilton abandonnerait toute candidature pour l'édition 2026 et se concentrerait plutôt sur l'édition 2030. Frapporti a déclaré que la province de l'Ontario était peu susceptible de soutenir la candidature de 2026 en raison de la Coupe du monde de la FIFA 2026 qui devrait avoir des matchs à Toronto et de l'improbabilité que le CGF autorise un report à 2027. En février 2023, il a été annoncé que Hamilton n'était plus le candidat privilégié du Canada pour les Jeux du Commonwealth de 2030, selon Commonwealth Sport Canada (en), qui tente d'obtenir une candidature nationale pour l'événement.

### Candidatures refusées
- Australie

Le directeur général de l'Association australienne des Jeux du Commonwealth, Craig Phillips, a annoncé la décision de son pays de refuser d'accueillir les Jeux en raison de la proximité des Jeux olympiques d'été de 2032 à Brisbane, et la décision de Victoria de se retirer de l'organisation des Jeux du Commonwealth de 2026.